# La Casanova (Riner)
La Casanova és una masia situada al municipi de Riner, a la comarca catalana del Solsonès.